# Drôle de Félix
Drôle de Félix é um filme de estrada francês de 2000, escrito e dirigido por Olivier Ducastel e Jacques Martineau. É estrelado Sami Bouajila como personagem-título.

## Elenco
- Sami Bouajila como Félix
- Patachou como Mathilde Firmin
- Ariane Ascaride como Isabelle
- Pierre-Loup Rajot como Daniel
- Charly Sergue como Jules
- Maurice Bénichou como pescador
- Philippe Garziano como ferroviário
- Didier Mahieu como amigo/sindicalista

## Recepção
O site de agregação de avaliações Rotten Tomatoes relatou um índice de aprovação de 69%, com base em 39 avaliações, com uma pontuação média de 6,3/10. No Metacritic, que atribui uma classificação normalizada de 100 às críticas dos principais críticos, o filme recebeu uma pontuação média de 63, com base em 16 críticas, indicando "críticas geralmente favoráveis".

## Prêmios e indicações
| Associações                                     | Categoria                         | Nomeações     | Resultado |
| ----------------------------------------------- | --------------------------------- | ------------- | --------- |
| 50th Festival Internacional de Cinema de Berlim | Teddy Jury Award                  |               | Venceu    |
| 50th Festival Internacional de Cinema de Berlim | Siegessäule Reader Award          |               | Venceu    |
| Cabourg Film Festival                           | Swann d'Or de Revelação Masculina | Sami Bouajila | Venceu    |